# Melinda grisea
Melinda grisea este o specie de muște din genul Melinda, familia Calliphoridae, descrisă de Malloch în anul 1927. Conform Catalogue of Life specia Melinda grisea nu are subspecii cunoscute.